# Episannina flavicincta
Episannina flavicincta là một loài bướm đêm thuộc họ Sesiidae. Nó được tìm thấy ở Ghana.